# Gian Giacomo Teodoro Trivulzio

Stemma base della famiglia Trivulzio

Gian Giacomo Teodoro Trivulzio (1520 – Melzo, 1577) è stato un nobile e condottiero italiano.

## Biografia
Era figlio di Gerolamo Teodoro Trivulzio e di Antonia da Barbiano di Belgiojoso.
Acquistò da Casa Savoia la signoria di Loyottes in Bugey, che la famiglia Trivulzio tenne sino al 1579. Nel 1547, in qualità di feudatario, giurò fedeltà a Pier Luigi Farnese. Nel 1564 si legò a Filippo II di Spagna e nel 1573 fu al fianco di don Giovanni d'Austria col grado di colonnello nell'impresa di Tunisi. Nel 1569 fondò a Melzo il convento dei Carmelitani e il Tempio della Vergine.
Morì a Melzo nel 1577.

## Discendenza
Gian Giacomo sposò in prime nozze Laura Gonzaga, figlia di Sigismondo I Gonzaga, signore di Vescovato, già vedova del cugino Giovanni Trivulzio.
In seconde nozze sposò Ottavia Marliani (?-maggio 1626), della famiglia dei conti di Busto Arsizio, dalla quale ebbe:
- Gerolamo (dicembre 1563-20 settembre 1573)[2]
- Carlo Emanuele Teodoro (1565-1605), condottiero[2]
- Giovanna (?-1584)[2]
- Laura (?-1630), sposò Guido Sangiorgio.[2]

Ebbe inoltre due figli naturali, ricordati nel suo testamento del 12 febbraio 1575:
- Bianca, sposò Galeazzo Trechi
- Paolo Alessandro (1550-1589), legittimato nel 1561; sposò Anna Alciati.

## Ascendenza
|                                                |                                        |                                              | Genitori                         |  |  | Nonni |  |  | Bisnonni                                                   |  |  | Trisnonni               |  |
|                                                |                                        |                                              |                                  |  |  |       |  |  | Antonio Trivulzio, signore di Codogno, Retegno e Pontenure |  |  | Giovangiacomo Trivulzio |  |
|                                                |                                        |                                              |                                  |  |  |       |  |  | Antonio Trivulzio, signore di Codogno, Retegno e Pontenure |  |  | Giovangiacomo Trivulzio |  |
|                                                |                                        | Antonia Fagnani                              |                                  |  |  |       |  |  | Antonio Trivulzio, signore di Codogno, Retegno e Pontenure |  |  |                         |  |
| Gianfermo Trivulzio                            |                                        |                                              |                                  |  |  |       |  |  | Antonio Trivulzio, signore di Codogno, Retegno e Pontenure |  |  |                         |  |
|                                                |                                        | Francesca Visconti-Aicardi                   | Domenico Visconti-Aicardi        |  |  |       |  |  |                                                            |  |  |                         |  |
|                                                |                                        | Francesca Visconti-Aicardi                   | Domenico Visconti-Aicardi        |  |  |       |  |  |                                                            |  |  |                         |  |
|                                                |                                        | Francesca Visconti-Aicardi                   | Chiara de Berris                 |  |  |       |  |  |                                                            |  |  |                         |  |
| Gerolamo Teodoro Trivulzio, conte di Melzo     |                                        | Francesca Visconti-Aicardi                   |                                  |  |  |       |  |  |                                                            |  |  |                         |  |
|                                                |                                        | Jacopo Valperga, conte di Masino             | …                                |  |  |       |  |  |                                                            |  |  |                         |  |
|                                                |                                        | Jacopo Valperga, conte di Masino             | …                                |  |  |       |  |  |                                                            |  |  |                         |  |
|                                                |                                        | Jacopo Valperga, conte di Masino             | …                                |  |  |       |  |  |                                                            |  |  |                         |  |
| Margherita Valperga di Masino                  |                                        | Jacopo Valperga, conte di Masino             |                                  |  |  |       |  |  |                                                            |  |  |                         |  |
|                                                |                                        | Violante Grimaldi di Bueil                   | Pietro Grimaldi, barone di Bueil |  |  |       |  |  |                                                            |  |  |                         |  |
|                                                |                                        | Violante Grimaldi di Bueil                   | Pietro Grimaldi, barone di Bueil |  |  |       |  |  |                                                            |  |  |                         |  |
|                                                |                                        | Violante Grimaldi di Bueil                   | Caterina Gattilusio              |  |  |       |  |  |                                                            |  |  |                         |  |
| Gian Giacomo Teodoro Trivulzio, conte di Melzo |                                        | Violante Grimaldi di Bueil                   |                                  |  |  |       |  |  |                                                            |  |  |                         |  |
|                                                | Ludovico Barbiano, conte di Belgioioso | Alberico Barbiano, conte di Lugo e Cunio     |                                  |  |  |       |  |  |                                                            |  |  |                         |  |
|                                                | Ludovico Barbiano, conte di Belgioioso | Alberico Barbiano, conte di Lugo e Cunio     |                                  |  |  |       |  |  |                                                            |  |  |                         |  |
|                                                | Ludovico Barbiano, conte di Belgioioso | Antonia Manfredi                             |                                  |  |  |       |  |  |                                                            |  |  |                         |  |
| Carlo Barbiano, conte di Belgioioso            | Ludovico Barbiano, conte di Belgioioso |                                              |                                  |  |  |       |  |  |                                                            |  |  |                         |  |
|                                                |                                        | Fiorbellina Casatti                          | Filippo Casati                   |  |  |       |  |  |                                                            |  |  |                         |  |
|                                                |                                        | Fiorbellina Casatti                          | Filippo Casati                   |  |  |       |  |  |                                                            |  |  |                         |  |
|                                                |                                        | Fiorbellina Casatti                          | …                                |  |  |       |  |  |                                                            |  |  |                         |  |
| Antonia Barbiano di Belgioioso                 |                                        | Fiorbellina Casatti                          |                                  |  |  |       |  |  |                                                            |  |  |                         |  |
|                                                |                                        | Pietro Francesco Visconti, conte di Saliceto | Leonardo Visconti                |  |  |       |  |  |                                                            |  |  |                         |  |
|                                                |                                        | Pietro Francesco Visconti, conte di Saliceto | Leonardo Visconti                |  |  |       |  |  |                                                            |  |  |                         |  |
|                                                |                                        | Pietro Francesco Visconti, conte di Saliceto | Margherita Caimi                 |  |  |       |  |  |                                                            |  |  |                         |  |
| Caterina Visconti di Saliceto                  |                                        | Pietro Francesco Visconti, conte di Saliceto |                                  |  |  |       |  |  |                                                            |  |  |                         |  |
|                                                |                                        | Eufrosina Barbavara di Valsesia              | …                                |  |  |       |  |  |                                                            |  |  |                         |  |
|                                                |                                        | Eufrosina Barbavara di Valsesia              | …                                |  |  |       |  |  |                                                            |  |  |                         |  |
|                                                |                                        | Eufrosina Barbavara di Valsesia              | …                                |  |  |       |  |  |                                                            |  |  |                         |  |
|                                                |                                        | Eufrosina Barbavara di Valsesia              |                                  |  |  |       |  |  |                                                            |  |  |                         |  |